# 青龍寺 (新見市)
青龍寺（せいりゅうじ）は、岡山県新見市新見にある真言宗醍醐派の寺院。山号は黒髪山。境内には大正13年（1924年）牧野富太郎（植物学者）によって発見命名されたアテツマンサクの１号標本木（原木）がある。

## 歴史
弘法大師が巡錫で訪れ、黒髪山の山容が長安の青龍寺に似ていることから命名したという。備中兵乱の兵火で焼失した。現存する観音堂は万治年間（1658年－1661年）備中松山城の城主水谷勝隆によって再建されたもの。

## 文化財
- 観音堂 - 茅葺寄棟造の建築で新見市指定文化財（建造物）に指定されている。

## 境内
- 本堂
- 観音堂

## 関連資料
- 『おかやまの文化財一斉公開ガイドブック ぶらりおかやまの文化財』岡山県教育庁文化財課（2017年、24頁）
- 『阿哲郡誌抜粋』

## 関連寺院
- 三尾寺　弘法大師空海が三尾寺から青龍寺を経由し伯耆国へ向かったという。